# والي ستيل
والي ستيل (بالإنجليزية: Wally Steele)‏ هو لاعب كرة قدم أسترالية أسترالي، ولد في 8 سبتمبر 1878 في Rokewood, Victoria ‏ في أستراليا، وتوفي في 12 سبتمبر 1941 في Camperdown, Victoria ‏ في أستراليا.

## وصلات خارجية
- والي ستيل على موقع AustralianFootball.com (الإنجليزية)
- والي ستيل على موقع AFLtables.com (الإنجليزية)